# Duo (roman)
Pour les articles homonymes, voir Duo (homonymie).
Duo est un roman de Colette, initialement paru en feuilleton dans le journal Marianne du 12 au 31 octobre 1934, puis édité en monographie en novembre de la même année chez Ferenczi & fils.
L'ouvrage a ensuite été adapté pour le théâtre par Paul Géraldy. Cette pièce en trois actes fut créée au théâtre Saint-Georges le 10 octobre 1938. En 1952, suivit l'entrée au répertoire de la Comédie-Française, dans une mise en scène de Pierre Dux. 
En 1990, le roman a été de nouveau adapté, en téléfilm cette fois, par Claude Santelli avec Pierre Arditi et Évelyne Bouix dans les rôles principaux.

## Résumé
Mariés depuis dix ans et profondément complices, Alice et Michel prennent quelques jours de vacances dans leur maison de campagne à Cransac. Mais dès le début de leur séjour, leur bonheur vole en éclats : Michel surprend Alice en train de dissimuler une lettre, qui s'avère être celle de son ex-amant, Ambrogio, l'associé de Michel.
Commence alors un huis clos douloureux entre les deux époux : blessé, Michel préfère se morfondre dans sa jalousie, alors qu'Alice tente de le convaincre qu'ils peuvent encore être heureux, et que cette brève liaison purement sensuelle n'a eu aucune importance pour elle. Après une ultime explication qui semble l'apaiser, Alice va se coucher en laissant Michel méditer sur l'avenir de leur mariage. À l'aube, sa décision est prise, et cet époux meurtri, conscient que sa vie a été irrémédiablement bouleversée, trouvera l'oubli définitif dans la rivière qui borde sa propriété.

## Colette etDuo
Colette, qui jugeait sévèrement ses propres écrits, avait qualifié Duo de « petit roman » dans une lettre à une amie. Pourtant, elle excelle à y décrire les ressorts subtils du couple, ainsi que la beauté de la nature consolatrice, thème cher à son cœur et très présent dans ses œuvres.
Elle reprendra le personnage d'Alice dans Le Toutounier (Ferenczi & fils, 1939).

## Adaptations
- 1938 : Duo, pièce en trois actes de Paul Géraldy, théâtre Saint-Georges, Paris
- 1990 : Duo, téléfilm français de Claude Santelli, avec Pierre Arditi, Évelyne Bouix et Denise Gence